# Pico de Malpaso
Pico de Malpaso é a montanha mais alta da ilha El Hierro, nas Ilhas Canárias, Espanha. Alcança 1501 m de altitude. É um estratovulcão.

## Localização
O cume fica situado no centro geográfico da ilha, na fronteira entre os municípios de La Frontera e  El Pinar de El Hierro. Do topo vê-se a ilha de La Palma e outras do arquipélago.